# Alsophila bryophila
Alsophila bryophila là một loài dương xỉ trong họ Cyatheaceae. Loài này được R.M. Tryon mô tả khoa học đầu tiên năm 1972.